# Chemillé-sur-Dême
Chemillé-sur-Dême é uma comuna francesa na região administrativa do Centro, no departamento Indre-et-Loire. Estende-se por uma área de 34,41 km². Em 2010 a comuna tinha 737 habitantes (densidade: 21,4 hab./km²).